# الإسلام في الكويت
الإسلام في الكويت هو الدين السائد وهو الدين الرسمي لدولة الكويت بحسب المادة الثانية من الدستور التي نصت على أن «دين الدولة هو الإسلام، والشريعة الإسلامية مصدر رئيسي للتشريع».
هناك أعداد هائلة من المساجد ومن أبرزها المسجد الكبير الذي يعد مركزًا للعبادة في مدينة الكويت وفيه يصلي المسلمون صلاة قيام الليل في العشر الأواخر من شهر رمضان ويقدر عدد المصلين بنحو 40 ألف مصلي في كل عام.
تبلغ نسبة المسلمين في الكويت بحوالي 85%، وعلى الرغم من وجود ديانات أخرى (كالمسيحية مثلاً) تسمح بممارسة طقوسها بحرية تامة في ظل القانون الكويتي.